# Bucellatum
Ne pas confondre avec Bucellato.
Le Bucellatum est un biscuit italien composé de farine, d'eau et de sel. Très résistant à l'humidité, il était idéal pour l'armée.

## Étymologie
Bucellatum est issu du latin Bucella qui signifie Bouchée.

## Dans l'armée romaine
Sous Théodose, chaque soldat romain devait être équipée d'un Bucellatum ainsi que de vin, de vinaigre, de bacon et de mouton.